# Blue Valentine (film)
Blue Valentine è un film del 2010 diretto da Derek Cianfrance.
Il film è stato presentato in anteprima alla 26ª Edizione del Sundance Film Festival. Il film è stato scritto da Derek Cianfrance, Cami Delavigne e Joey Curtis, mentre Michelle Williams e Ryan Gosling hanno interpretato i ruoli principali oltre ad essere i co-produttori esecutivi del film. La band Grizzly Bear ha composto i brani per la colonna sonora della pellicola.
Blue Valentine racconta la vita di Dean Pereira (Gosling) e Cynthia "Cindy" Heller (Williams), una giovane coppia sposata. Il film si alterna, andando avanti ed indietro nel tempo tra il loro corteggiamento e lo scioglimento del loro matrimonio diversi anni dopo. È stato acclamato dalla critica e la Williams è stata candidata sia all'Oscar che ai Golden Globe come migliore attrice, mentre Gosling ha ricevuto una nomination ai Golden Globe come miglior attore.
In Europa è stato presentato nella sezione Un Certain Regard del 63º Festival di Cannes.

## Trama
Nel corso del film, la linea temporale è interconnessa alla storia della relazione fra Dean e Cindy.
Dean è un ragazzo che ha abbandonato la scuola e lavora per una ditta di traslochi a Brooklyn. Cindy è una studentessa di medicina che vive con i suoi genitori, costantemente in lotta tra loro, e che si prende anche cura della nonna in Pennsylvania. Cindy e Dean si incontrano alla casa di cura della nonna di Cindy, mentre Dean sta consegnando i mobili di un nuovo residente, ed in seguito iniziano a frequentarsi.
Cindy scopre di essere incinta e dice a Dean che probabilmente il bambino non è suo, dato che con il suo ex ragazzo, Bobby, non usavano contraccettivi. Dean chiede a Cindy se vuole tenere il bambino o no. Recatasi in una clinica per aborti, Cindy decide all'ultimo momento di annullare la procedura. Durante un viaggio in autobus, Dean le dice che non gli importa se il bambino non è suo e che vuole iniziare una famiglia con lei. Prima del matrimonio, Bobby scopre di Dean e lo picchia.
Cinque anni dopo, la coppia vive nelle campagne della Pennsylvania con la figlia Frankie. Dean lavora dipingendo case, mentre Cindy è infermiera in una clinica. Una sera Dean, con grande riluttanza di Cindy, insiste per portarla fuori, realizzando una fuga romantica in un motel. Il tutto per prendersi un po' di tempo per loro e allontanarsi per breve tempo dalle loro vite fatte di preoccupazioni.
Mentre compra del vino in un negozio Cindy vede Bobby, che le chiede se ha mai tradito il marito. Cindy esita e alla fine gli dice di no. In macchina, Cindy e Dean litigano quando lei gli accenna di aver visto di nuovo Bobby. Continuano a litigare anche al motel, perfino durante il sesso. La mattina dopo Cindy viene chiamata molto presto per andare in clinica e lascia un messaggio per Dean. Alla clinica il dottor Feinberg, capo di Cindy, le chiede di una posizione che le aveva offerto, per sapere se sarebbe interessata al lavoro. Le dice anche che in quel modo avrebbero del tempo da trascorrere insieme nei fine settimana. Visibilmente turbata, Cindy gli risponde che pensava il posto le fosse stato offerto perché è brava nel suo lavoro.
Irritato dal fatto che Cindy ha lasciato il motel senza svegliarlo, Dean si presenta ubriaco alla clinica, arrivando ad un violento alterco con il dottor Feinberg, che licenzia Cindy. A questo punto lei chiede il divorzio a Dean, ma lasciata la clinica lui cerca di convincerla a dare un'altra possibilità al loro matrimonio, chiedendole se vuole che sua figlia cresca in una famiglia distrutta. Cindy dice che non vuole che Frankie cresca con genitori che sono così odiosi l'uno con l'altra.
Dean ricorda a Cindy i loro voti nuziali e i due si scusano l'uno con l'altra. Dean si allontana da casa, con Frankie che gli corre dietro. Dean dice a Frankie di tornare da sua madre nonostante Frankie lo implori di rimanere. Dean prende in giro Frankie sfidandola in una corsa nel tentativo di rimandarla da Cindy, e continua a camminare mentre Cindy prende in braccio una Frankie arrabbiata, che grida "Gli voglio bene!".

## Promozione
Il 3 febbraio 2013 è stato diffuso online il trailer italiano del film.

## Distribuzione
Il film è stato presentato in concorso al Sundance Film Festival 2010, proiettato nella sezione Un Certain Regard al 63º Festival di Cannes e presentato in anteprima al Toronto International Film Festival.
Uscito nelle sale statunitensi nel dicembre 2010, in Italia il film è stato distribuito il 14 febbraio 2013.

## Accoglienza

### Critica
Il film è stato accolto molto positivamente dalla critica. Sull'aggregatore di recensioni Rotten Tomatoes ha un indice di gradimento del 86% con un voto medio 7,80 su 10, basato su 211 recensioni. Il commento consensuale del sito recita: «Questo esame emozionalmente avvincente di un matrimonio in bilico non è sempre facile da guardare, ma Michelle Williams e Ryan Gosling danno spettacolo con un'insolita profondità e potenza». Su Metacritic, il film ha un punteggio medio di 81 su 100 basato su 42 recensioni, che significa "plauso universale".
Il film è stato inoltre inserito nella lista dei dieci migliori film del 2010 da diversi critici.

## Riconoscimenti
- 2011 - Premio Oscar[7]
  - Candidatura per la miglior attrice a Michelle Williams
- 2011 - Golden Globe[8]
  - Candidatura per il miglior attore in un film drammatico a Ryan Gosling
  - Candidatura per la miglior attrice in un film drammatico a Michelle Williams
- 2011 - Independent Spirit Awards[9]
  - Candidatura per la miglior attrice protagonista a Michelle Williams
- 2010 - Gotham Independent Film Awards[10]
  - Candidatura per il miglior film
- 2010 - Satellite Award[11]
  - Candidatura per il miglior film drammatico
  - Candidatura per il miglior attore in un film drammatico a Ryan Gosling
  - Candidatura per la migliore attrice in un film drammatico a Michelle Williams
- 2010 - Festival di Cannes[1]
  - Candidatura per la Caméra d'or a Derek Cianfrance
  - Candidatura per il Premio Un Certain Regard a Derek Cianfrance